# Loteries de Catalunya
Loteries de Catalunya coneguda fins al 2007 com a Loto Catalunya i fins al 2021 com a Loteria de Catalunya, és una empresa pública de jocs d'apostes adscrita al Departament d'Economia i Hisenda de la Generalitat de Catalunya.
Els ingressos de la recaptació de Loteries de Catalunya es destinen al finançament de serveis socials. La venda de loteria catalana es realitza a través d'una xarxa de quasi 2.100 establiments autoritzats que es troben en més de 400 municipis de tot el país, com ara estancs, quioscos o bars. Els premis repartits per Loto Catalunya no tributen en l'IRPF.

## Història
Loteries de Catalunya va començar a funcionar amb el nom Loto Catalunya el 27 d'abril del 1987, amb la posada a la venda d'un sistema de loteria ràpida basat en un "rasca i guanya" anomenat Loto Ràpid. La primera sèrie constava de 30 milions de butlletes i assegurava 1.350 milions de pessetes en premis. El 15 d'octubre del 1987 va sortir un nou sorteig anomenat Lotto 6/49 que es realitzava els dimecres i els dissabtes. Amb el pas del temps Loto Catalunya ha llençat uns altres sortejos com ara Trio (1988), Súper 10 (1990), Loto Express (1993), Supertoc (1994), la Grossa de Cap d'Any (2013) o la Grossa de Sant Jordi (2017).

## Sorteigs
- Loto Ràpid
- Lotto 6/49
- Trio
- Loto Express
- Supertoc
- Grossa de Cap d'Any[5]
- Grossa de Sant Jordi

## Recaptació
Recaptacions anuals en milers d'euros:
| Any  | Grossa de Cap d'Any | Grossa de Sant Jordi | Loto Ràpid | Lotto 6/49 | Trio  | Super 10 | Loto Express | Supertoc (bingo) | Binjocs (joc electrònic) | Total   |
| ---- | ------------------- | -------------------- | ---------- | ---------- | ----- | -------- | ------------ | ---------------- | ------------------------ | ------- |
| 2011 |                     |                      | 4.866      | 21.090     | 4.075 | 4.075    | 15.715       | 14.480           | 156.413                  | 216.640 |
| 2012 |                     |                      | 5.060      | 18.126     | 3.648 | 3.648    | 13.080       | 13.378           | 144.651                  | 197.943 |
| 2013 | 25.285              |                      | 4.701      | 14.644     | 3.309 | 3.309    | 10.032       | 13.102           | 114.466                  | 185.539 |
| 2014 | 23.980              |                      | 4.386      | 13.003     | 3.284 | 3.284    | 9.009        | 11.314           | 116.709                  | 181.685 |
| 2015 | 22.909              |                      | 3.688      | 12.626     | 3.124 | 3.124    | 8.154        | 10.467           | 138.287                  | 199.255 |
| 2016 | 20.503              |                      | 3.631      | 12.067     | 2.977 | 2.977    | 6.403        | 10.147           | 144.965                  | 200.693 |
| 2017 | 28.105              | 6.146                | 3.459      | 11.501     | 2.813 | 2.813    | 6.062        | 9.553            | 131.733                  | 199.479 |
| 2018 | 30.508              | 6.487                | 4.741      | 14.769     | 2.167 | 813      | 5.887        | 8.496            | 109.888                  | 183.756 |